# Reidar Ødegaard
Reidar Ødegaard (n. 24 noiembrie 1901, Comuna Lillehammer, Oppland, Norvegia – d. 11 aprilie 1972, Comuna Lillehammer, Oppland, Norvegia) a fost un schior de fond ce a reprezentat Norvegia, medaliat olimpic. A participat la o ediție a Jocurilor Olimpice (1928) în care a câștigat o medalie de bronz.

## Participări
Lista de mai jos prezintă principalele competiții la care a participat Reidar Ødegaard de-a lungul carierei.
- Olympische Winterspiele 1928/Skilanglauf – 18 Kilometer (Männer)[*]